# 尤苏波夫宫
莫伊卡河上的尤苏波夫宫（俄语：Дворец Юсуповых на Мойке）曾是尤苏波夫家族在俄罗斯圣彼得堡的主要住所，1916年，沙皇尼古拉二世崇信的妖僧拉斯普京在此被谋杀。
该宫殿最初由法国建筑师让-巴蒂斯特·德拉莫特建于1770年左右。多年来，众多知名建筑师在此合作，使之成为多种建筑风格的大杂烩。

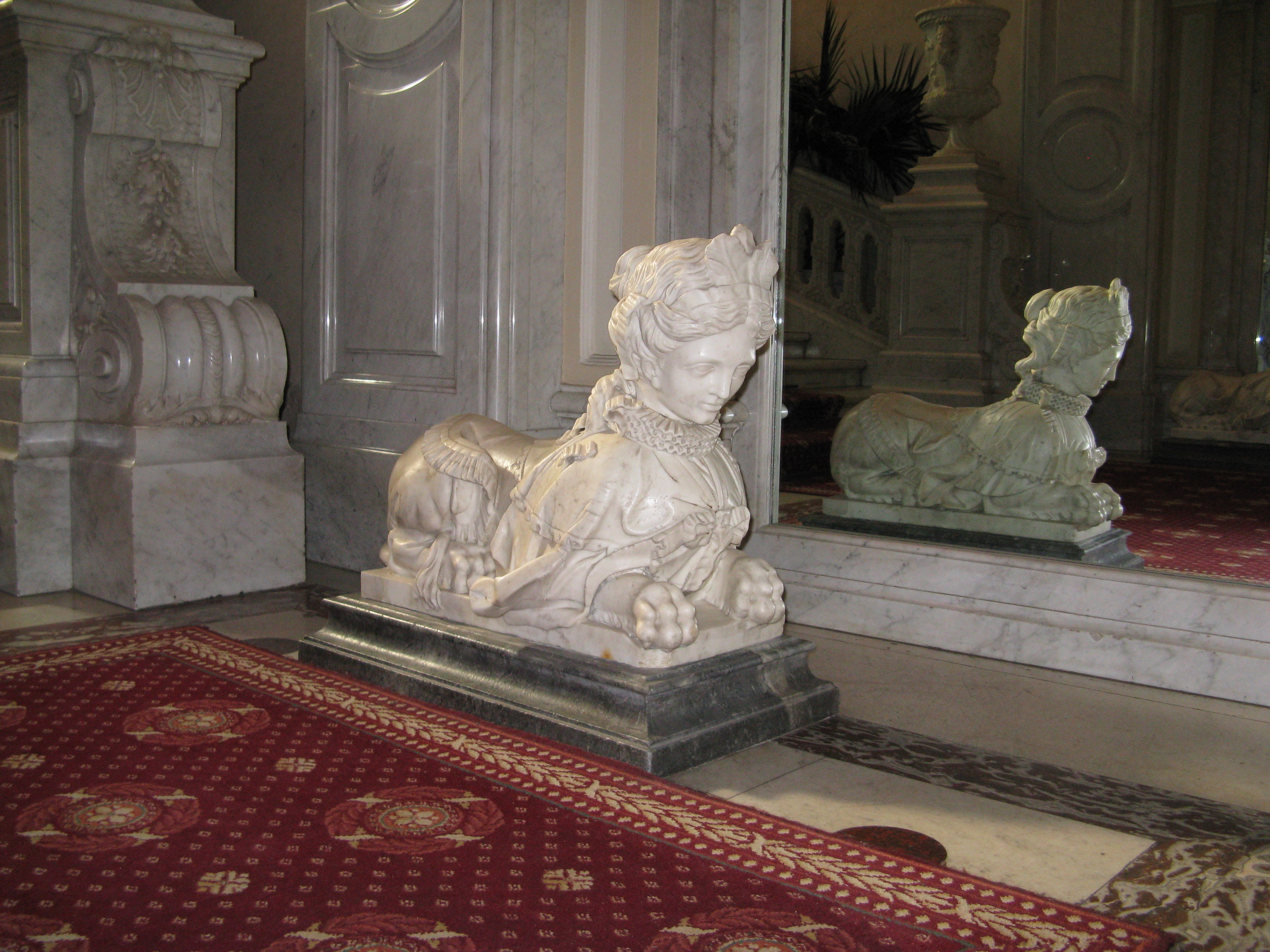
宫內的斯芬克斯

从1830年到1917年，此宫殿属于尤苏波夫家族，一个非常富有的俄罗斯贵族家庭，以慈善事业和艺术收藏闻名。因此在帝俄时代，此宫称为尤苏波夫宫。

## 谋杀拉斯普京
该建筑最出名的，还是最后一位亲王费利克斯·尤苏波夫的謀殺行动。
尤蘇波夫表示；佯狂者拉斯普京鼓吹迷信預言，私下淫亂無道、聲名狼藉，干預朝政，所以尤蘇波夫結黨想要殺死拉斯普京，以維護俄國的國運。共有尤蘇波夫亲王、宗室成员德米特里大公、帝國杜馬右翼议员普里什克维奇、尤苏波夫的密友苏霍金大尉和一名医生參加這個謀殺計畫。
1916年12月16日晚上，費利克斯等黨人邀请當時沙皇尼古拉二世夫婦崇信的拉斯普京到尤苏波夫宫聚餐。黨人們給拉斯普京喫了8塊摻有氰化鉀的蛋糕，喝了一瓶摻有氰化鉀的馬德拉葡萄酒，想把他毒死，這些毒物足以毒死五個人，卻發現拉斯普京神態自若，不受影響。于是費利克斯開槍，從背後射中了拉斯普京，他倒地不起。眾人以為拉斯普京已死，准备處理屍體時，拉斯普京躍起，勒住費利克斯喉嚨，說「費利克斯，費利克斯！我明日就把你絞死！」。普利希克维奇馬上向拉斯普京連開三槍，最後一發子彈正中其頭部，但是倒地的拉斯普京仍然试图站起来逃走。黨人們只好用啞鈴反复击打拉斯普京的头部，他也沒死，只好将他裹在毯子裏，扔进外面的莫伊卡河。法醫官的驗屍报告发现，拉斯普京既不是被毒死，也不是因多处枪伤而死，也不是被啞鈴打死，而是溺死的。
有說法指出，以上的敘述大多數是都市傳說。真正的驗尸發現拉斯普京的死因是射入頭部的第三發子彈。
拉斯普京死后不久，十月革命爆发，布尔什维克上台后，没收了贵族的财产。今天，此处为教育工作者文化宫，以及以拉斯普京之死为主题的博物馆。庭院则作为幼稚园的操场。

## 外部連結
- Yusupov Palace official site (English) (in Russian)